# Mark Webster
Mark Webster (St Asaph, 12 augustus 1983) is een linkshandige dartsspeler uit Wales, die in 2008 wereldkampioen bij de British Darts Organisation (BDO) werd. Op 11 februari 2009 maakte hij zijn overstap van de BDO naar de Professional Darts Corporation (PDC) bekend. Voordat Webster professioneel darter werd, was hij in het dagelijkse leven loodgieter.
Webster won in 2006 in Ierland de WDF Europe Cup, na een overwinning in de finale op Niels de Ruiter. Op de Winmau World Masters 2006 verloor hij in de halve finale van de latere winnaar Michael van Gerwen. Zijn debuut bij het grote publiek maakte hij op Lakeside 2007, waar hij verloor van Tony Eccles (3-0 in sets).
In mei 2007 haalde Webster op de International Darts League zijn eerste finale op een BDO Grand Slam-toernooi. In Nijmegen bleek de Schot Gary Anderson te sterk: 13-9 (in sets). Op weg naar de eindstrijd had de Welshman onder meer afgerekend met Phil Taylor, Ronnie Baxter, James Wade, Tony Eccles (allen in de poulefasen) en vervolgens in de kwart- en halve finale met Gary Robson en Tony O'Shea.
In 2007 werd Webster de opvolger van Dick van Dijk, door het WDF World Cup toernooi op zijn naam te schrijven. In Rosmalen versloeg hij de Noor Robert Wagner in de finale.
In 2008 nam hij deel aan het World Professional Darts Championship 2008. Op 13 januari 2008 won hij dit toernooi en werd hij wereldkampioen darts, door in de finale Simon Whitlock te verslaan met 7-5. Webster nam hier tevens 85.000 pond sterling mee naar huis.
Webster verdedigde in 2008 zijn Europese titel in Denemarken, waar hij wederom deelnam aan de WDF Europe Cup. Hij versloeg in de halve finale Martin Adams en won in de finale van de Ier Daryl Gurney. Hiermee werd Webster de derde dartspeler na John Lowe (1984, 1986) en Phil Taylor (1990, 1992) die erin slaagde zijn Europese titel te prolongeren.

## Prestatiestijdlijn

### PDC toernooien
| Toernooi                     | 2007 | 2008 | 2009 | 2010 | 2011 | 2012 | 2013 | 2014 | 2015 | 2016 | 2017 | 2018 |  |
| ---------------------------- | ---- | ---- | ---- | ---- | ---- | ---- | ---- | ---- | ---- | ---- | ---- | ---- |  |
| PDC World Championship       | GD   | GD   | GD   | HF   | HF   | 1R   | 2R   | KF   | 2R   | 3R   | 3R   | 1R   |  |
| The Masters                  | NG   | NG   | NG   | NG   | NG   | NG   | GD   | GD   | GD   | GD   |      |      |  |
| Premier League Darts         | GD   | GD   | WR   | GD   | RR   | GD   | GD   | GD   | GD   | GD   |      |      |  |
| UK Open                      | GD   | GD   | 5R   | 3R   | HF   | 3R   | 3R   | 5R   | 3R   | KF   |      |      |  |
| World Cup of Darts           | NG   | NG   | NG   | F    | NG   | HF   | HF   | KF   | 1R   | 2R   |      |      |  |
| World Matchplay              | GD   | GD   | GD   | 2R   | KF   | 2R   | 1R   | GD   | GD   | 1R   |      |      |  |
| World Grand Prix             | GD   | GD   | GD   | GD   | KF   | 1R   | GD   | GD   | HF   | GD   | 1R   |      |  |
| European Darts Championship  | NG   | GD   | GD   | GD   | 1R   | 1R   | 1R   | GD   | GD   | GD   |      |      |  |
| Grand Slam of Darts          | RR   | KF   | 2R   | RR   | KF   | RR   | 2R   | GD   | KF   | GD   | RR   |      |  |
| World Series of Darts Finals | NG   | NG   | NG   | NG   | NG   | NG   | NG   | NG   | 2R   | GD   |      |      |  |
| Players Championship Finals  | NG   | NG   | GD   | GD   | F    | 1R   | GD   | GD   | 1R   | 1R   |      |      |  |

| Prestatietijdlijn legenda | Prestatietijdlijn legenda   | Prestatietijdlijn legenda | Prestatietijdlijn legenda                                                          | Prestatietijdlijn legenda | Prestatietijdlijn legenda |
| ------------------------- | --------------------------- | ------------------------- | ---------------------------------------------------------------------------------- | ------------------------- | ------------------------- |
| NG GD                     | Niet gehouden Geen deelname | #R                        | Verlies in een ronde voor de kwartfinales (WR = Wildcardronde, RR = "Round robin") | KF                        | Verlies in de kwartfinale |
| HF                        | Verlies in de halve finale  | F                         | Verlies in de finale                                                               | W                         | Wint het toernooi         |

## Gespeelde WK-finales
- 2008: Mark Webster - Simon Whitlock 7 - 5 ('best of 13 sets')

## Resultaten op Wereldkampioenschappen

### BDO
- 2007: Laatste 32 (verloren van Tony Eccles met 0-3)
- 2008: Winnaar (gewonnen in de finale van Simon Whitlock met 7-5)
- 2009: Laatste 16 (verloren van  John Walton met 0-4)

### WDF
- 2007: Winnaar (gewonnen in de finale van Robert Wagner met 4-0)

### PDC
- 2010: Halve finale (verloren van Phil Taylor met 0-6)
- 2011: Halve finale (verloren van Adrian Lewis met 4-6)
- 2012: Laatste 64 (verloren van Richie Burnett met 2-3)
- 2013: Laatste 32 (verloren van Colin Lloyd met 2-4)
- 2014: Kwartfinale (verloren van Michael van Gerwen met 3-5)
- 2015: Laatste 32 (verloren van Phil Taylor met 0-4)
- 2016: Laatste 16 (verloren van Alan Norris met 1-4)
- 2017: Laatste 16 (verloren van Daryl Gurney met 3-4)
- 2018: Laatste 64 (verloren van Paul Lim met 2-3)

## Resultaten op de World Matchplay
- 2010: Laatste 16 (verloren van Co Stompé met 9-13)
- 2011: Kwartfinale (verloren van Adrian Lewis met 12-16)
- 2012: Laatste 16 (verloren van Andy Hamilton met 6-13)
- 2013: Laatste 32 (verloren van Justin Pipe met 4-10)
- 2016: Laatste 32 (verloren van Adrian Lewis met 6-10)